# Walt Disney Motion Pictures Group
Le Walt Disney Motion Pictures Group (ex-Buena Vista Motion Pictures Group) est un ensemble de studios de cinéma, filiales de la Walt Disney Company. Il a été créé en 1994 puis absorbé en 2005 par Buena Vista qui a été renommé en 2007 Walt Disney Motion Pictures Group, en raison du manque de lisibilité de la marque Buena Vista, existant pourtant depuis 1953.

## Historique
Le nom Buena Vista vient de la société Buena Vista Distribution, fondée en 1955 par Walt Disney afin de distribuer ses films. Le nom a été choisi car c'était celui de la rue à Burbank où se situait le complexe des Walt Disney Studios et qui existe toujours.
Le 30 septembre 1992, le Disney's Filmed Entrertainment Group, futur Walt Disney Motion Pictures Group devient le premier studio à atteindre les 500 millions d'USD de chiffre d'affaires en une seule année.
La société Walt Disney Motion Pictures Group a été créé en 1994 avec à sa tête Joe Roth pour regrouper les différents studios de Disney.
Le 12 janvier 2010, Rich Ross demande à Oren Aviv de quitter son poste de président du Walt Disney Motion Pictures Group. Le 14 janvier 2010, Sean Bailey (en) est nommé par Ross président du Walt Disney Motion Pictures Group. Le 28 janvier 2010, Disney annonce la fermeture du studio Miramax Films. Le 2 février 2010, le New York Times évoque la possibilité que Disney vende le catalogue de 700 films et le nom Miramax pour 700 millions d'USD. Le 29 juillet 2010, Disney annonce la vente de Miramax Films, filiales, catalogue de films et projets inclus, pour 660 millions de $ au groupe Filmyard Holdings comprenant Ron Tutor, Tom Barrack et Colony Capital. Le 4 octobre 2010, Disney arrête la production en Nouvelle-Zélande d'une nouvelle saison de Legend of the Seeker : L'Épée de vérité précipitant le destin du studio Henderson Valley Studios basé à Auckland.
Le 29 mars 2011, à la suite du départ de Bruce Hendricks, vice-président responsable des films en prises de vue réelles, Disney annonce la nomination de Tony To, ancien de HBO à ce poste.

## Organisation
Le président du groupe est actuellement Nina Jacobson, qui dépend de Dick Cook, président de Walt Disney Studios Entertainment, qui dépend lui de Bob Iger directeur général de la Walt Disney Company.
Ce groupe comprend:
- Walt Disney Pictures
  - Walt Disney Animation Studios
  - Pixar Animation Studios
  - Disneynature
- Touchstone Pictures (1984-2017)
- Hollywood Pictures (1989-2007)
- Marvel Studios
- Lucasfilm
- 20th Century Studios
  - Searchlight Pictures
  - Blue Sky Studios

Le studio Miramax n'était pas intégré à ce groupe. À la suite du départ des frères Harvey et Robert Weinstein de la direction de Miramax en 2005 pour créer leur propre société, le studio Miramax a été intégré au Buena Vista Motion Pictures Group.

### Direction
- Jeffrey Katzenberg : avant 1994
- Joe Roth : 1994 à avril 1996[10]
- Nina Jacobson : ? à  juillet 2006
- Oren Aviv : juillet 2006- 12 janvier 2010
- Sean Bailey (en) : 14 janvier 2010- ?